# 缝纫路
缝纫路（Rue Mercière）是法國里昂第二区科德利埃区的一条街道， 以南北走向连接雅各宾广场及艾邦广场（Place d'Albon），聯外公共交通包括里昂地铁A线的白莱果站和科德利埃站，以及91路、99路巴士的雅各宾站。其所在的区域被联合国教科文组织列为世界遗产。

## 历史
这是里昂最古老的街道之一，可能开辟于近古时期。从13世纪至18世纪，它是里昂索恩河左岸的主要街道。 在16世纪，这是印刷工人的街道，著名的塞巴斯蒂安 Gryphe的作坊，在汤玛森路转角。在64号，能看见安東尼亞教堂的遗迹。玫瑰酒店由Jacques Cœur管理，由领事馆从1459占据三年。64号，被称为“Ainay洞”是由Ainay修道院拥有，直至1542年。。
作曲家路易斯·马尔尚于1669年出生在2号。里昂从1740到1836年的年鉴都在这条路印刷。这条路著名的居民有阿格里帕·冯·内特斯海姆（1509）；Langlai兄弟，印刷西蒙·莫平的里昂地图；作家安德烈Steyert，1830年出生在这条路上。
佩拉什的煤气公司在1835年在包括这条路的地区进行了第一次煤气照明的测试。
在19世纪和20世纪，这条路陷入不健康状态，成为几次重新开发的主题（1909年，1925年）。到了19世纪中期，街道覆盖了沥青，开辟中央路时，东部的建筑物全部被拆除。 Chollat的激进的项目计划在这条路兴建五十层的摩天大楼，1956年，在最后一分钟被安德烈马尔罗叫停。 1958年，市议会决定翻新缝纫路-圣安东尼区。这条路的北部与码头之间被拆除，由马罗特先生进行改建，规划修改了十八次，以保护这个旧社区的魅力。
1970年代以前，这条路的南段以妓女著称，也是雅各宾广场附近开发规划的主题。
在1980年代发生巨大变化。改为步行街。这条路南段目前有多家餐馆，颇受游客欢迎。該處存在一排文艺复兴时期建筑，是主要建筑遗产。

## 建筑
这条路的西侧开始于1970年代的七层楼建筑。在东侧，有一排五层楼的19世纪石头建筑。在Grenette路和豪华的霍勒斯·卡登酒店之间，街道变窄，西侧一排文艺复兴风格的房屋带直棂窗。这条路结束于一座现代住宅和花园。
艾蒂安·多雷的印刷店（16世纪）的位置用一个牌子标明。45号的开放串廊经过两座建筑，包括一个17世纪的建筑和一个庭院带一个螺旋楼梯。封闭串廊在49号，直接开始于一个高层建筑。

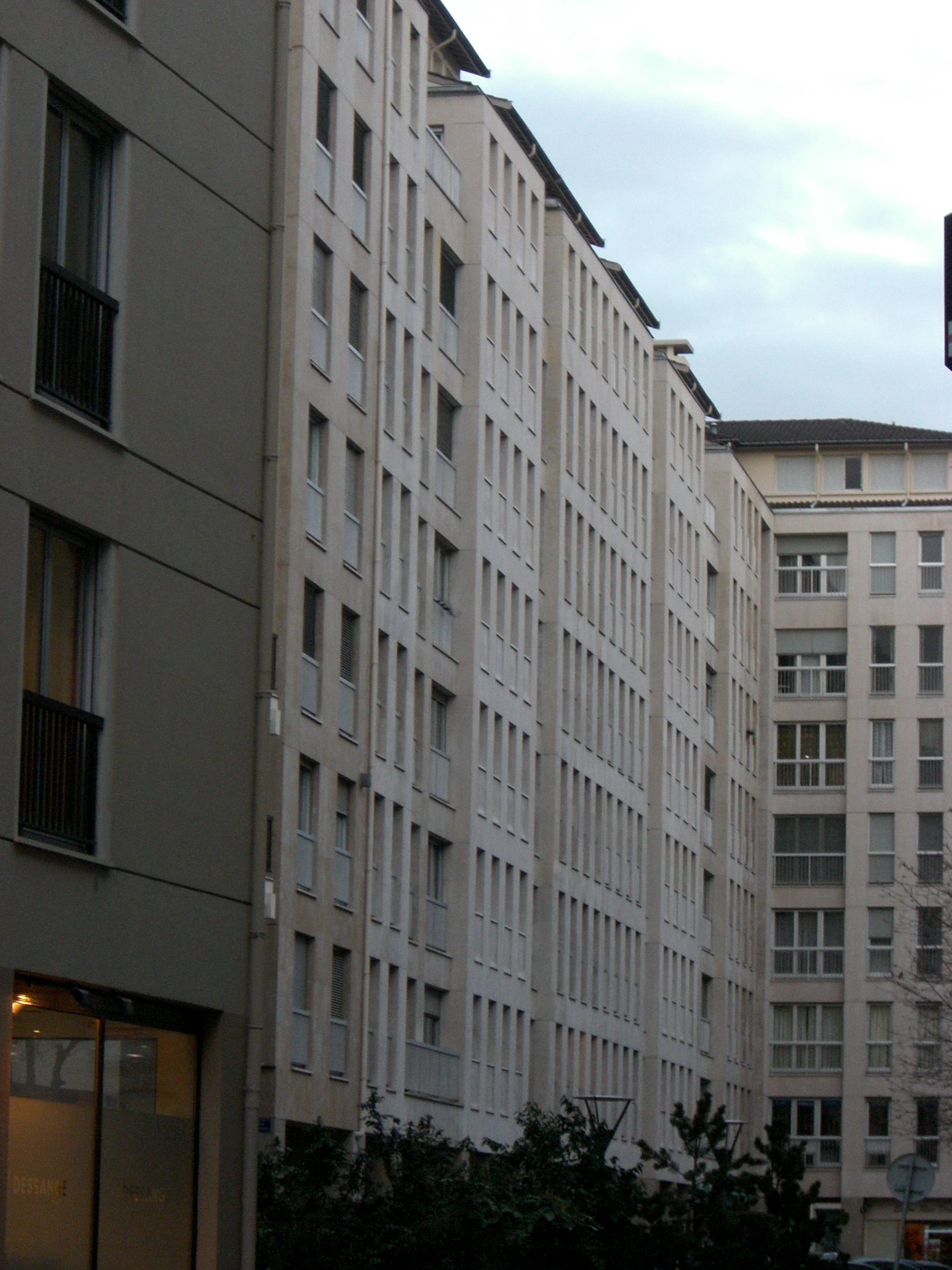
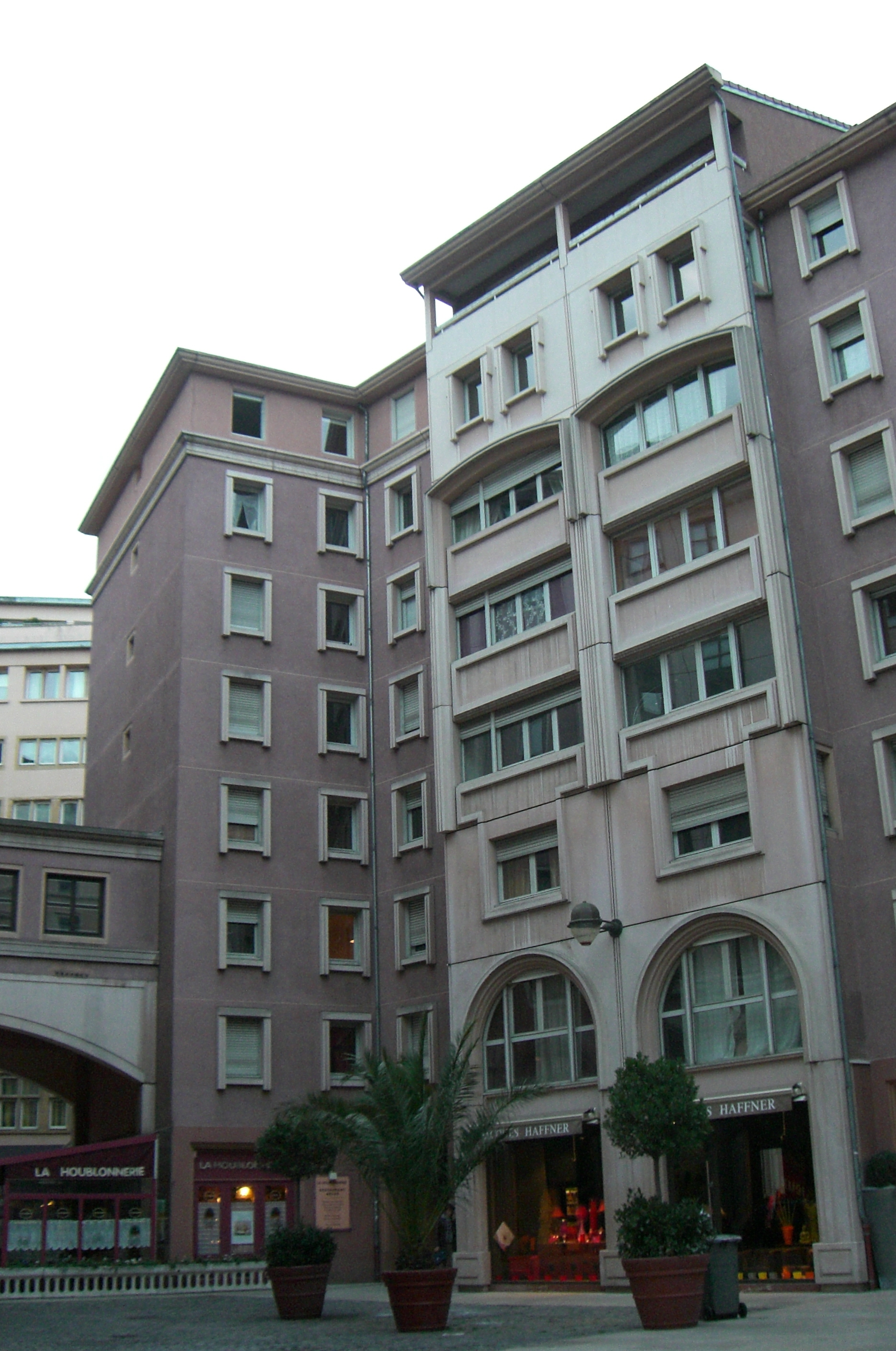
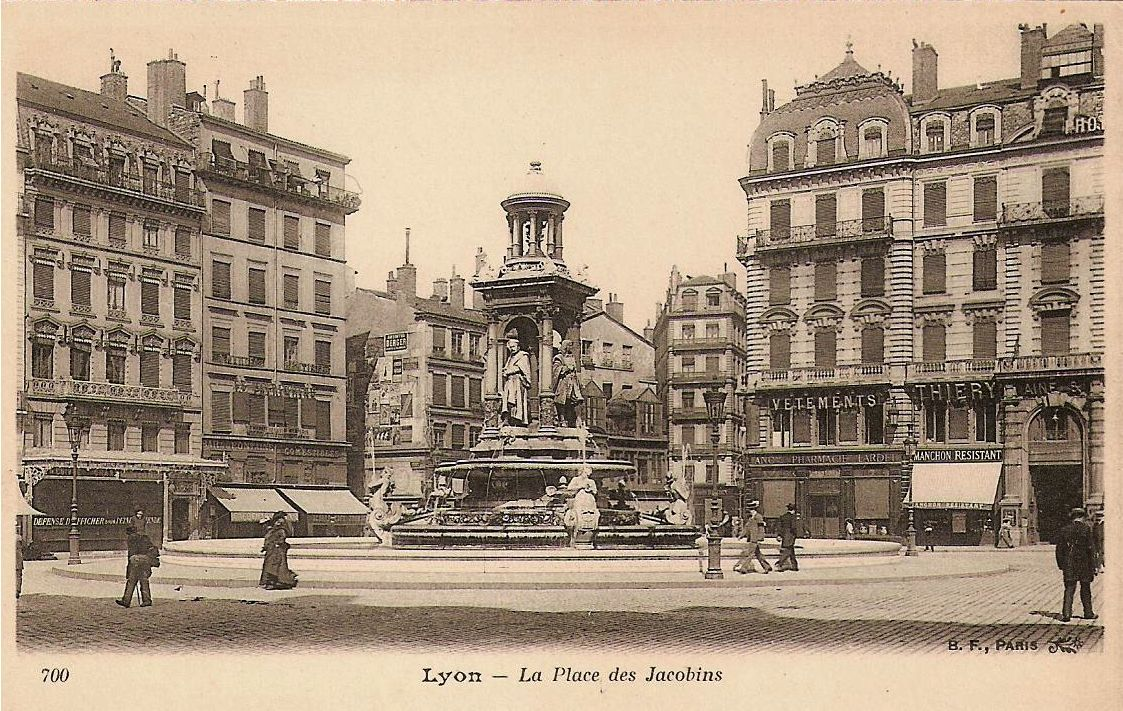
雅各宾广场，1900年。背景中缝纫路的第一座房子已经被拆除
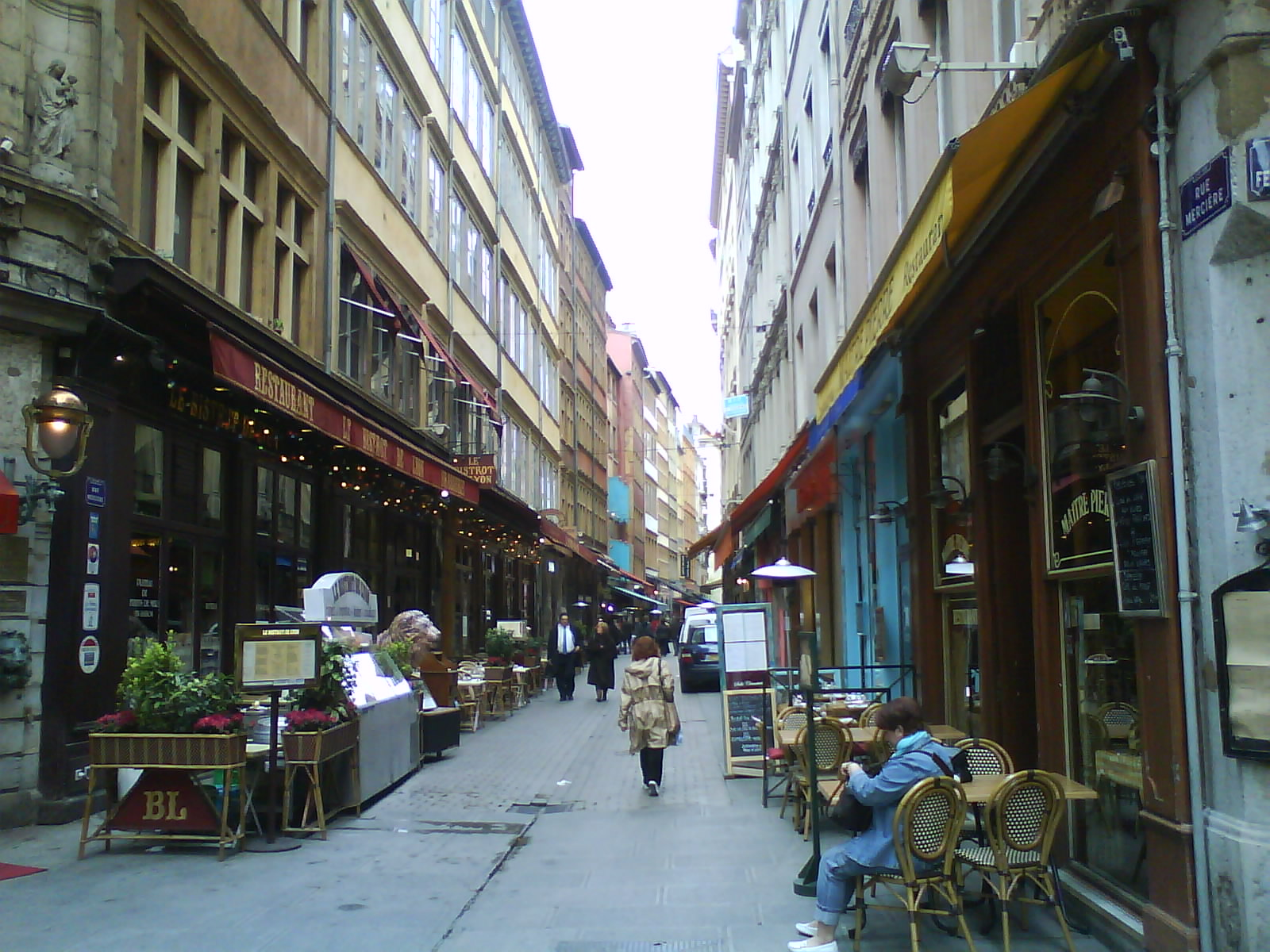